# Лужки (Старожиловский район)
Лужки — деревня в Старожиловском районе Рязанской области России, входит в Старожиловское городское поселение.
Расположена в 35 км к югу от центра Рязани.

## История
Деревня Лужки, «на речке на Байдаровке», упоминается в писцовых книгах 1627—1629 годов при описании вотчин Рязанского Спасо-Преображенского монастыря. В деревне было 9 дворов. В окладных книгах 1676 года Лужки упоминаются при описании села Карповского и Покровской церкви, в приход которой входила деревня. В 1859 году в деревне было 29 дворов, в которых проживал 301 человек. В 1879 году деревня Лужки была переведена в приход Космодамианской церкви села Долматова. В 1885 году в Лужках насчитывалось 54 двора. Вместе с селом Долматовым (64 двора) и деревней Налескино (23 двора) приход насчитывал 949 человек (мужчин — 477, женщин — 472), из которых 215 были грамотными.

## Население
| 1859 | 1906 | 2010 | 2023 |
| ---- | ---- | ---- | ---- |
| 301  | ↗509 | ↘4   | ↘0   |

## Достопримечательности
В 700-х метрах к юго-востоку от деревни находится Долматовское городище, примерно в 800-х метрах — недействующая церковь Космы и Дамиана бывшего села Долматова и сельское кладбище.